# 哈地縣 (西維吉尼亞州)
哈地縣（英語：Hardy County）是美國西維吉尼亞州的一個縣，位於東部狹地，南鄰維吉尼亞州。面積1,514平方公里。根據美國2000年人口普查，共有人口12,669人。縣治穆爾菲爾德 (Moorefield)。
成立於1785年12月10日，縣政府成立於1786年2月。本縣紀念曾任維吉尼亞州大陸會議代表的薩謬爾·哈地（Samuel Hardy）。